# Idea Bank
Idea Bank Spółka Akcyjna w upadłości (d. Bank Ogrodnictwa HORTEX S.A., Polbank S.A., Opel Bank S.A., GMAC Bank Polska S.A.) – polski bank komercyjny działający od 1991 z siedzibą w Warszawie. Do stycznia 2021 bank koncentrował się na obsłudze finansowej małych podmiotów gospodarczych – mikro-, małych i średnich przedsiębiorstw. Oferował również usługi dla klientów indywidualnych. 
31 grudnia 2020 Bankowy Fundusz Gwarancyjny (BFG) wszczął wobec Idea Bank przymusową restrukturyzację. Od 3 stycznia 2021 bank nie oferuje i nie świadczy usług, zaś depozyty i kredyty klientów przejęte zostały przez Bank Polska Kasa Opieki.

## Historia

### Działalność w latach 2010–2020
Bank rozpoczął działalność w 2010 wykorzystując licencję GMAC Bank Polska S.A. zakupionego przez Getin Holding. Powstał jako bank dla przedsiębiorców, a szczególnie dla osób prowadzących jednoosobową działalność gospodarczą, mikro- oraz małych przedsiębiorstw, ale świadczył również usługi dla klientów indywidualnych. Oprócz produktów finansowych bank oferował również usługi dodatkowe, takie jak doradztwo w zakresie finansowania działalności, obsługi księgowej i sposobów inwestowania kapitału. Prezesem banku został Jarosław Augustyniak.
W 2011 przejął oddziały Allianz Bank Polska S.A., który został kupiony przez Getin Holding w tym samym roku. W tym samym roku rozpoczął funkcjonowanie Idea Bank Ukraine, wykorzystujący tę samą identyfikację wizualną i posiadający tego samego właściciela, jednak niebędący oddziałem ani spółką-córką Idea Banku w Polsce.
W 2013 rozpoczął oferowanie usług bankowości prywatnej pod marką handlową Lion's Bank. Markę zamknięto w 2018.
W 2015 zadebiutował na Giełdzie Papierów Wartościowych w Warszawie, na której był notowany do 2020.
W 2017 prezesem banku został Tobiasz Bury, który zrezygnował rok później. Zastąpił go Jerzy Pruski, który był p.o. prezesa do momentu rozpoczęcia przymusowej restrukturyzacji.
W latach 2017–2018 bank pośredniczył w sprzedaży obligacji GetBack. 

### Przymusowa restrukturyzacja i upadłość
31 grudnia 2020 BFG ogłosił wszczęcie przymusowej restrukturyzacji Idea Banku. Wskutek tej decyzji Giełda Papierów Wartościowych wykluczyła z obrotu akcje Idea Banku – kapitalizacja banku na zakończenie notowań przed dniem wykluczenia wynosiła 124,5 mln zł. 
3 stycznia 2021 wszystkie depozyty, jak i kredyty klientów Idea Banku zostały w całości przeniesione do Banku Polska Kasa Opieki, a klienci dotychczasowego Idea Banku stali się klientami Pekao. Wszystkie depozyty klientów zostały w całości przeniesione do banku przejmującego. Do podmiotu przejmującego przeniesiono 98% aktywów oraz ok. 96% zobowiązań Idea Banku.
Od 4 stycznia 2021 placówki Idea Banku prowadzą działalność operacyjną pod szyldem Banku Pekao. Produkty oferowane przez dotychczasowy Idea Bank zostały wycofane z oferty 6 stycznia 2021. Zastąpiła je oferta Pekao.
W sierpniu 2021 Wojewódzki Sąd Administracyjny w Warszawie oddalił skargi na decyzję BFG o wszczęciu przymusowej restrukturyzacji wobec Idea Banku, złożone przez właścicieli i radę nadzorczą banku.
W lipcu 2022 została ogłoszona upadłość banku.